# کوری اندروز
کوری اندروز (انگلیسی: Corie Andrews؛ زادهٔ ۲۰ سپتامبر ۱۹۹۷) بازیکن فوتبال است.